# 桔黄香水月季
桔黄香水月季（学名：Rosa odorata var. pseudindica）为蔷薇科薔薇屬下的一个变种。

## 扩展阅读
- 維基物種上的相關：桔黄香水月季